# Orquesta de Cámara Mahler
La Mahler Chamber Orchestra (en español: Orquesta de Cámara Mahler, MCO) es una orquesta de cámara profesional fundada por Claudio Abbado y exmiembros de la Joven Orquesta Gustav Mahler) en 1997.

## Características y directores
La MCO aparece durante todo el año en alrededor de 60 a 70 conciertos y espectáculos. Se compone de 60 músicos de 17 países diferentes. Sus actividades incluyen conciertos, proyectos de ópera, música de cámara, así como grabaciones en CD. Fuertes vínculos artísticos se han establecido con Daniel Harding (principal director invitado 1998-2003, director musical desde septiembre de 2003) y Claudio Abbado. La MCO tiene residencia estable en Ferrara (Ferrara Musica, Presidente de Honor: Claudio Abbado), Aix-en-Provence (Festival internacional de arte lyrique d'Aix-en-Provence), Toblach (Gustav Mahler Musikwochen), Lucerna (Festival de Lucerna), Salzburgo (Mozartwochen) y Landshut. 
Daniele Gatti ha sido nombrado Consejero Artístico de la  MCO a partir del 27 de mayo de 2016. 
El repertorio de la MCO se extiende desde el barroco hasta la música contemporánea. La MCO es una orquesta sin financiación, sin ningún tipo de apoyo estatal. Amigos y patrocinadores son necesarios para mantener la vida artística de la orquesta. 

## Historia
La Mahler Chamber Orchestra fue fundada en 1997 por iniciativa de Claudio Abbado y un grupo de músicos de la Orquesta Juvenil Gustav Mahler que quería seguir tocando juntos, incluso después de llegar al límite de la orquesta juvenil de edad. Los principios de la curiosidad artística y el más amplio espectro del repertorio, combinados con el nivel musical más alto posible, guio al ambicioso conjunto desde su fundación y siguen dando forma a su trabajo hoy en día. El repertorio del Ensemble abarca desde el barroco hasta el contemporáneo, e incluye desde música de cámara al programa sinfónico, desde la ópera a estrenos mundiales. 
Con el fin de mantener estos altos estándares, la colaboración con socios de alto perfil ha sido de particular importancia desde el principio, en la selección de solistas y directores, así como los promotores de conciertos y lugares. Junto con el fundador Claudio Abbado, Daniel Harding ha sido una figura determinante en el desarrollo de la orquesta. Sirviendo en un principio como principal director invitado, Harding se convirtió en director musical en el verano de 2003 y lleva a cabo un gran porcentaje de los 70 a 80 conciertos y óperas que realiza la orquesta cada año. La orquesta también mantiene una estrecha relación artística con Marc Minkowski y Alexander Lonquich. Proyectos con destacados especialistas en algunas técnicas en particular o ciertos repertorios también forman parte de un elemento importante del programa de la orquesta, el cual es un fortalecimiento de su reputación como un conjunto de múltiples facetas. Talleres de estilo barroco, en los que especialistas instruyen en la práctica de representaciones históricas, han sido parte de la agenda de la MCO, desde 2004, y la MCO trabaja regularmente con los expertos en música antigua o contemporánea, como Reinhard Goebel y Jonathan Nott. 
El financiamiento independiente MCO es también único en la flexibilidad de su estructura organizativa. El núcleo de la MCO se compone de unos 50 músicos de 19 nacionalidades distintas, los músicos se dedican a otros según sea necesario. El conjunto se une a proyectos individuales, por ello mismo de acuerdo a los requerimientos específicos de cada programa. Esto ha llevado al desarrollo de un sonido orquestal cultivado y sensible que se ha convertido en marca registrada del conjunto. En lugar de tener una sola base fija, la orquesta tiene residencias en varias ciudades europeas, que ofrecen oportunidades de ensayo y, a menudo un punto de partida para excursiones en todo el mundo. La Mahler Chamber Orchestra es la orquesta residente en Aix-en-Provence, Ferrara, Toblach, Landshut, y en el Salzburgo Mozartwoche. Contratos a largo plazo también se conectan a la orquesta en el Festival Sintonie en Turín y el Festival de Lucerna, donde la orquesta se ha presentado desde 2003. 
La orquesta tuvo su lanzamiento internacional justo un año después de su fundación con la ópera Don Giovanni de Mozart, que se estrenó en el Festival Internacional d'Art Lyrique d'Aix-en-Provence en 1998 bajo la dirección de Claudio Abbado y Daniel Harding. La gira mundial que siguió de esta producción no sólo trajo el reconocimiento internacional del conjunto, sino que también condujo a un contrato de residencia con el festival de Aix-en-Provence. Desde entonces, la orquesta ha colaborado en varias producciones notables y exitosos en Aix, en particular: La vuelta de tuerca (Daniel Harding / Luc Bondy, 2001), Eugen Onegin (Daniel Harding / Irina Brook), El amor de las tres naranjas (Tugan Sokhiev / Philippe Calvario, 2004) y Così fan tutte (Daniel Harding / Patrice Chéreau, 2005.) En 1998 se firmó un contrato de residencia con Ferrara Musica, que prevé una serie de dos conciertos al año. Además de los proyectos de ópera con Claudio Abbado, una serie de conciertos con directores renombrados invitados como Christopher Hogwood, Philippe Herreweghe, Paavo Järvi, Murray Perahia y Vladimir Ashkenazy también tienen lugar aquí. Solistas como Cecilia Bartoli, Martha Argerich, Christian Tetzlaff o Emanuel Ax se unieron a los programas de conciertos de la orquesta que sirven para una repercusión cada vez mayor de la orquesta, tanto en Ferrara como en el ámbito internacional. 
La MCO ha grabado varios CD premiados. Los discos grabados bajo la dirección de Daniel Harding y lanzados por Virgin Classics incluyen: Don Giovanni, La vuelta de tuerca (receptor de varios premios, incluyendo el Choc de l'année 2002), Concierto para violonchelo de Haydn con Gautier Capuçon (Choc du Monde de la musique 2003, entre otros) y la Cuarta Sinfonía de Gustav Mahler en una grabación recibida con entusiasmo por la prensa internacional. El álbum de Deutsche Grammophon de la Sinfonía fantástica de Berlioz en la dirección de Marc Minkowski recibió el Jahrespreis der Deutschen Schallplattenkritik 2003. Grabaciones con el fundador de Claudio Abbado también se han lanzado por Deutsche Grammophon: arias de ópera italiana con Anna Netrebko, y las obras para oboe de Mozart y Lebrun con Albrecht Mayer. La grabación en vivo de los conciertos para piano de Beethoven 2 y 3 con Martha Argerich fue honrada con un premio Grammy, y la grabación de los conciertos para violín de Stravinsky y Alban Berg con Kolja Blacher ganó un Diapason D'Or. 
Otras actividades son los programas de concierto en el Festival Sintonie en Turín, los conciertos anuales en el Festival de Lucerna (donde la Mahler Chamber Orchestra constituye el núcleo de la Orquesta del Festival de Lucerna y actúa también en su formación habitual en sus propios conciertos), proyectos regulares de ópera y concierto en el Festspielhaus de Baden-Baden y en el Théâtre des Champs-Élysées, y extensas giras por distintos lugares del mundo, como el Auditorio Kursaal de San Sebastián, la lista de actividades se hace cada vez más larga. En la temporada 2006/2007, el conjunto realizó un proyecto de ópera bajo la dirección de Pierre Boulez y Patrice Chéreau, así como conciertos con Daniel Harding, Heinz Holliger y Philippe Herreweghe.

## Discografía parcial
- Beethoven: Piano Concertos No. 1 & 3 - Leif Ove Andsnes & Mahler Chamber Orchestra, 2012 Sony
- Beethoven: Piano Concertos No. 2 & 4 - Leif Ove Andsnes & Mahler Chamber Orchestra, 2014 Sony
- Brahms: Violin Concerto, String Sextet no. 2 - Isabelle Faust/Mahler Chamber Orchestra/Daniel Harding, 2011 harmonia mundi
- Tchaikovsky: Violin Concerto - Janine Jansen/Mahler Chamber Orchestra/Daniel Harding, 2013 Decca
- Dvořák: Cello Concertos - Steven Isserlis/Mahler Chamber Orchestra/Daniel Harding, 2013 Hyperion
- Mozart: Don Giovanni - Ildebrando D'Arcangelo/Luca Pisaroni/Diana Damrau/Joyce DiDonato/Rolando Villazón/Mojca Erdmann/Mahler Chamber Orchestra/Yannick Nézet-Séguin, 2012 Deutsche Grammophon
- Mozart: Die Zauberflöte - Claudio Abbado & Mahler Chamber Orchestra, 2005 Deutsche Grammophon
- Rajmáninov - Claudio Abbado/Mahler Chamber Orchestra/Yuja Wang, 2011 Deutsche Grammophon
- Mozart, Schubert, Beethoven & Wagner: Opera Arias - Jonas Kaufmann/Claudio Abbado/Mahler Chamber Orchestra, 2009 Decca
- Stravinsky & Berg: Violin Concertos - Claudio Abbado/Kolja Blacher/Mahler Chamber Orchestra, 2005 Deutsche Grammophon
- Sempre libera - Anna Netrebko/Mahler Chamber Orchestra/Claudio Abbado, 2004 Deutsche Grammophon